# Giuseppe Colica
Giuseppe Colica (Reggio Calabria, 4 dicembre 1853 – Napoli, circa 1920) è stato un ingegnere e scrittore italiano.

## Biografia
Nato a Reggio Calabria nel 1853, figlio dell'imprenditore Antonio Colica e Michela Modafferi.
Divenne un giovane ingegnere e scrisse a 30 anni il libro Misure e Divisione dei terreni.
Il testo venne adottato dalle università italiane.
Nell'incipit della sua opera ringrazia Emanuele Mascoli, ingegnere del genio civile di Napoli.
Si trasferì a Napoli sposando la sorella del suddetto ingegnere napoletano, ovvero Evelina Mascoli.
Nel 1885 risulta nel bollettino degli ingegneri di Napoli e nel 1893 appare nel bollettino  del circolo calabrese in Napoli. 
Nel 1886, fece parte della commissione sul procedimento da seguire nel catasto geometrico parcellario in Italia.
Nel 1894, venne nominato Cavaliere dell'ordine della corona d'Italia.